# Roaring Springs
Roaring Springs is een plaats (town) in de Amerikaanse staat Texas, en valt bestuurlijk gezien onder Motley County.

## Demografie
Bij de volkstelling in 2000 werd het aantal inwoners vastgesteld op 265.
In 2006 is het aantal inwoners door het United States Census Bureau geschat op 237, een daling van 28 (-10,6%).

## Geografie
Volgens het United States Census Bureau beslaat de plaats een oppervlakte van
2,8 km², geheel bestaande uit land. Roaring Springs ligt op ongeveer 764 m boven zeeniveau.

## Plaatsen in de nabije omgeving
De onderstaande figuur toont nabijgelegen plaatsen in een straal van 48 km rond Roaring Springs.